# Герб Онуфріївського району
Герб Онуфріївського району — один з офіційних символів однойменного району Кіровоградської області. Затверджений рішенням XVII сесії Онуфріївської районної ради XXIII скликання від 5 жовтня 2001 року № 218. Автор проекту — М. Явтушенко. Використовується в двох варіантах — малий та великий.

## Опис
|  | У синьому полі над срібною хвилястою пониженою балкою золотий поштовий ріжок, крізь який просунута золота козацька шабля у перев'яз зліва. |

## Символіка герба
Територія району входила до складу земель, де ще за доби бронзи почали формуватися протослов'янські племена. Пізніше землі сучасного Онуфріївського району були заселені землеробськими племенами східних слов'ян. У районі с. Дереївки виявлені поселення Київської Русі.
Опорою для народу в боротьбі проти польської та турецько-татарської агресії були козаки-запорожці. Починаючи з XVII століття, на місцях їх зимівників виникли перші поселення: Онуфріївка на місці зимівника козака Онуфрієнка, Бутівка (тепер Павлиш), засновано отаманом Бутом.
У часи Нової Сербії на цих територіях будувалися військові укріплення та надавалися привілеї переселенцям: сербам, хорватам та ін
Застосування поштового ріжка та козацької шаблі в гербі пояснюється тим, що в XVIII столітті територією району проходив поштовий шлях. Охороняли його козаки.
Срібна (біла) хвиляста балка (смуга) свідчить про розташування Онуфріївщини на правобережжі Дніпра. Синій колір символізує славу і честь козацьку, вірність нащадків духовним традиціям пращурів. Золото символізує справедливість, великодушність, багатство; срібло — чистоту та бездоганність моральних орієнтирів жителів району, мудрість обраного ними шляху до добробуту та розквіту краю.